# Crues dans le Pas-de-Calais à l'hiver 2023-2024
À partir du 6 novembre 2023, le Pas-de-Calais a été sujet à des crues historiques sur les cours d'eau de l'Aa et de la Canche, après le passage des tempêtes Ciaran et Domingos.
Ce phénomène a refait surface en janvier 2024.

## Alerte donnée

### Vigilance météo
Le 2 novembre à minuit, Météo France a placé le département du Nord et du Pas-de-Calais en vigilance orange « vague-submersion ».
Le 6 novembre à minuit, le Pas-de-Calais est passé en vigilance rouge crues et orange inondations. Météo France a qualifié d'« exceptionnelle » la crue qui commençait sur l'Aa entre Saint-Omer et Fauquembergues.

### Mesures prises par les autorités
Le 7 novembre, tous les habitants de 36 communes du bassin de l'Aa ont reçu sur leur téléphone une alerte « FR-Alert » leur implorant de ne pas s'approcher des cours d'eau, et donnant d'autres consignes en cas d'inondation.

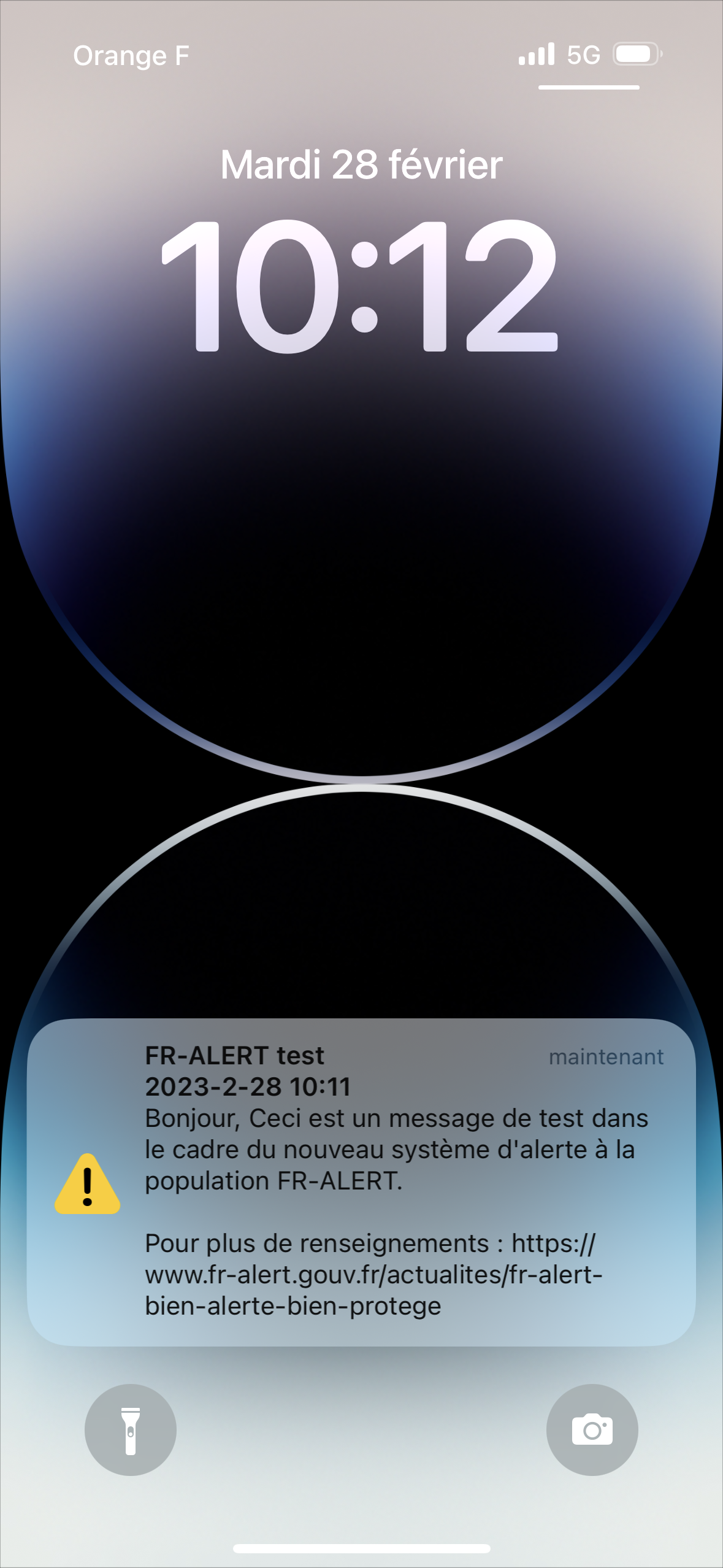
Image d'illustration d'un message FR-Alert

Beaucoup de routes ont été barrées préventivement pour éviter aux véhicules de se trouver face à l'eau.
Les établissements scolaires de plus de 200 communes ont été fermés préventivement.

## L'eau fait des ravages

### Blendecques

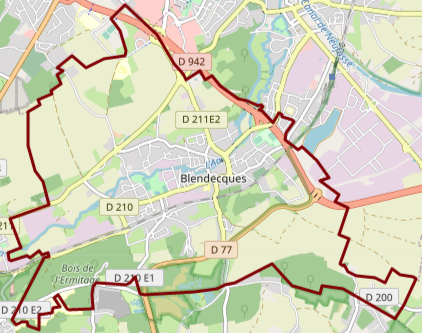
La ville de Blendecques sur une carte

La commune de Blendecques a été parmi les plus touchées par la montée des eaux. Des dizaines de personnes ont dû être évacuées vers la salle des sports communale.

### Cours d'eau touchés
Les cours d'eau de l'Aa, la Canche, la Hem, et la Lys ont été touchés par la montée des eaux. Ils ont été sujets à une longue décrue

### Le bilan
292 000 habitants ont été touchés, et des records, notamment sur la Liane, ont été battus. Le président de la région, Xavier Bertrand, estime que les dégâts s'estiment « certainement » à « plusieurs milliards d'euros ». La nouvelle crue de janvier 2024 a été source de nouvelles inondations exceptionnelles.

### État de catastrophe naturelle
L'état de catastrophe naturelle a été reconnu par arrêté ministériel le 14 novembre 2023.

## Janvier 2024

### «C'est pire»
Certains agriculteurs estiment que cette crue a été « pire » que celle de novembre. Au collège de Thérouanne, la rentrée a été décalée après que les salles de classe ont été touchées par l'eau.

### L'eau sème la pagaille
Après qu'il a été placé en vigilance orange puis rouge par Météo France, la Liane, la Hem, la Lys amont-Laquette, La Lawe - Clarence amont, la Lys plaine, la Helpe mineure et la Canche ont vu leur niveau monter brutalement, avec plus de difficultés pour redescendre.
La montée des eaux a provoqué la pagaille sur les routes du bassin de l'Aa, et notamment pour les transports scolaires.

### Bilan
Au total, 195 communes et 2084 habitations ont été touchées, 734 évacuations ont été ordonnées, et 24 personnes âgées ont été évacuées vers des EHPAD. 871 interventions ont été menées par les pompiers.

### Manifestation
Une manifestation organisée le 13 janvier à Blendecques a réuni plusieurs centaines de personnes qui demandent aux autorités des mesures, notamment le curage des fossés, pour éviter de nouvelles inondations.